# Dendrophthora opuntioides
Dendrophthora opuntioides är en sandelträdsväxtart som först beskrevs av Carl von Linné, och fick sitt nu gällande namn av August Wilhelm Eichler. Dendrophthora opuntioides ingår i släktet Dendrophthora och familjen sandelträdsväxter. Inga underarter finns listade i Catalogue of Life.